# 14275 Даянмюррей
14275 Даянмюррей (14275 Dianemurray) — астероїд головного поясу, відкритий 30 січня 2000 року.
Тіссеранів параметр щодо Юпітера — 3,580.